# Miha Nerat
Miha Nerat, slovenski učitelj, organizator učiteljstva in urednik, * 26. januar 1845, Hotinja vas, † 2. maj 1922, Maribor.

## Življenje in delo
Po končanem šolanju je 1860 nastopil službo učitelja in do upokojitve avgusta 1909 poučeval po raznih krajih Štajerske. Od novembra 1877–1881 je bil okrajni šolski nadzornik za šolske okraje Šmarje, Konjice, Celjsko okrožje, Brežice, Kozje in Sevnico. 20 let je deloval tudi kot učiteljski zastopnik v mariborskem okrajnem šolskem svetu in bil več let predsednik domačega učiteljskega društva. Leta 1909 je bil odlikovan z zlatim zaslužnim križcem s krono. Po končani prvi svetovni vojni je prevzel vodstvo razpuščenega krajevnega šolskega sveta v Mariboru in sam izvršil popis šoloobveznih otrok.
Nerat je bil med ustanovitelji stanovskega lista Popotnik, ki ga je 1883 za 4. leta prevzel v svoje založništvo in uredništvo ter v težkih gmotnih razmerah vztrajal kot založnik do 1891, ko je list prevzela Zaveza slovenskih učiteljskih društev v svojo last, a je vodil njegovo upravo še do 1898, urednik pa mu ostal do konca 1918, torej polnih 36 let. Sprva je mnoge članke pisal sam, sčasoma pa si ustvaril stalen krog dobrih dopisnikov, ki so v svojem idealizmu, ker ni bilo sredstev za honorarje, pisali večinoma zastonj. Nerat je dal slovenskemu učiteljstvu pedagoško-znanstveno glasilo, ki je vsebinsko krepko korakalo z duhom časa; v njem so se obravnavala skoraj vsa aktualna vprašanja pedagogike in metodike. Kot urednik in stanovski organizator je v stvarnih člankih poudarjal veliko vlogo pri ustanavljanju okrajnih učiteljskih društev in njih združitev v skupno centralno organizacijo. Od 1887–1895 je izdajal in zalagal Popotnikov koledar za slovenske učitelje, ki je prinašal poleg koledarske vsebine statistiko učiteljskih društev, shematične prikaze šolskih okrožij, osnovnega šolstva in slovenskega učiteljstva, seznam primernih knjig za učitelje in šolske knjižnice in drugo.